# Грилло, Джулия
Джулия Грилло (итал. Giulia Grillo; род. 30 мая 1975, Катания) — итальянский политик. Депутат Палаты депутатов Италии от Движения пяти звёзд. Министр здравоохранения Италии (2018—2019).

## Биография
По образованию врач-хирург. 
Участвовала в региональных выборах 2008 года на Сицилии по списку «Друзья Беппе Грилло с председателем Соней Альфано» (родственницей Грилло не является), но потерпела неудачу. 
Избрана в Палату депутатов 5 марта 2013 года по итогам парламентских выборов от II округа Сицилии. С 7 мая 2013 года член XII комиссии Парламента по социальным вопросам.
1 июня 2018 года получила портфель министра здравоохранения в правительстве Конте.
4 сентября 2019 года Джузеппе Конте сформировал второе правительство. Новым министром здравоохранения стал Роберто Сперанца. Грилло не получила никакого назначения, и 5 сентября новый кабинет принёс присягу.